# Xã Taylor, Quận Beltrami, Minnesota
Xã Taylor (tiếng Anh: Taylor Township) là một xã thuộc quận Beltrami, tiểu bang Minnesota, Hoa Kỳ. Năm 2010, dân số của xã này là 104 người.